# Võsupere
Võsupere es un pueblo ubicado en el municipio de Haljala, en el condado de Lääne-Viru, Estonia.

## Superficie
Posee una superficie de 13,10 kilómetros cuadrados.

## Demografía
Hasta 2021 la población era de 124 habitantes, con una densidad de población de 9,466 habitantes por kilómetro cuadrado.